# Arterias intestinales

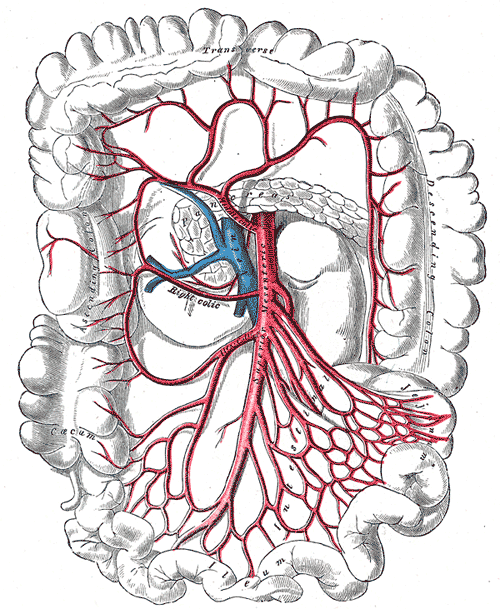
Esquema de arterias intestinales.

Las arterias intestinales surgen del lado convexo de la arteria mesentérica superior. Suelen ser de doce a quince en número, y se distribuyen al yeyuno y al íleon. 

## Nomenclatura

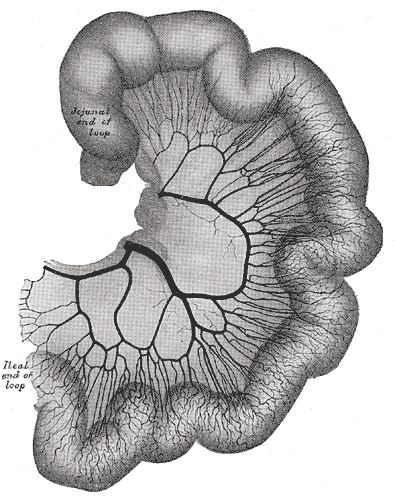
Arterias arciformes.

El término "arterias intestinales" puede ser confuso, porque estas arterias solo sirven a una porción del tracto gastrointestinal.

Algunas fuentes prefieren usar los términos más específicos de arterias ileales y arterias yeyunales.
- No suministran nada al intestino grueso . El intestino grueso es suministrado principalmente por la arteria cólico derecha, la arteria cólico media y la arteria cólico izquierda.
- No abastecen al duodeno, este es abastecido principalmente por la arteria pancreaticoduodenal inferior y la arteria pancreaticoduodenal superior.

## Recorrido
Corren casi paralelas entre sí entre las capas del mesenterio, cada vaso se divide en dos ramas, que se unen con ramas adyacentes, formando una serie de arcos ( arcadas arteriales ), cuyas convexidades se dirigen hacia el intestino. 
De este primer conjunto de arcos surgen ramas, que se unen con ramas similares de arriba y abajo y, por lo tanto, se forma una segunda serie de arcos; a partir de las ramas inferiores de la arteria, se pueden formar una tercera, cuarta o incluso una quinta serie de arcos, disminuyendo su tamaño a medida que se acercan al intestino. 
En la parte corta y superior del mesenterio solo existe un conjunto de arcos, pero a medida que aumenta la profundidad del mesenterio, se desarrollan los grupos segundo, tercero, cuarto o incluso quinto. 
Las diferencias entre las arterias ileales y las arterias yeyunales se pueden resumir de la siguiente manera: 
| Tipo               | Apariencia | Número de arcadas | Capa de grasa |
| arterias yeyunales |            | una (o algunas)   | delgada       |
| arterias ileales   |            | muchas            | gruesa        |

De los arcos terminales surgen numerosos pequeños vasos rectos ( vasa recta ) que rodean el intestino, sobre el cual se distribuyen, ramificándose entre sus capas. 
Desde las arterias intestinales se desprenden pequeñas ramas hacia las glándulas linfáticas y otras estructuras entre las capas del mesenterio. 

## Imágenes adicionales

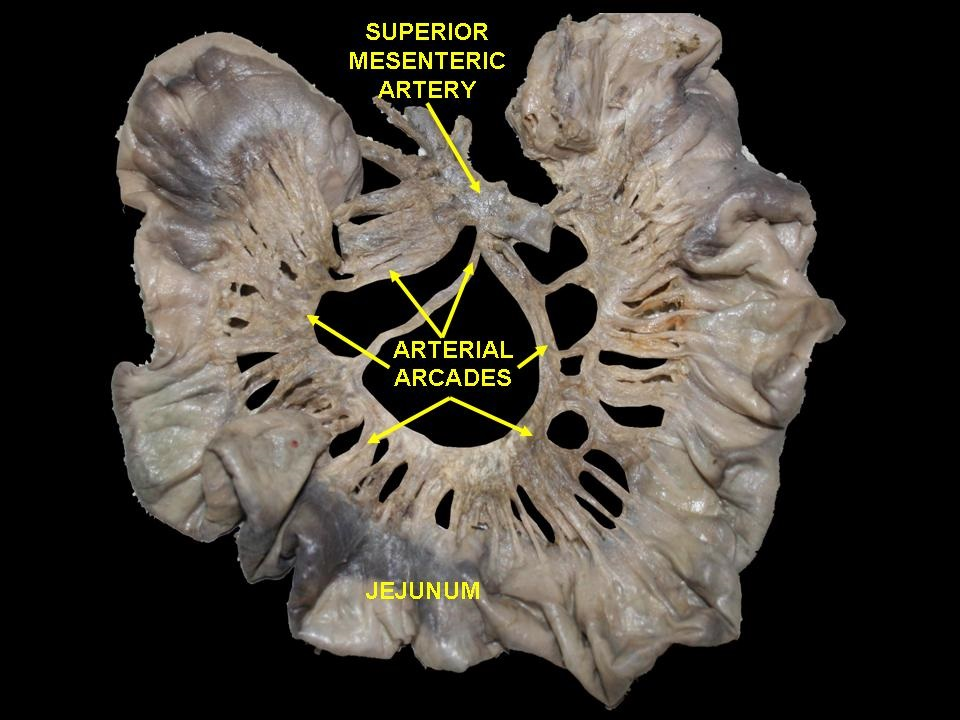
Arteria mesentérica superior
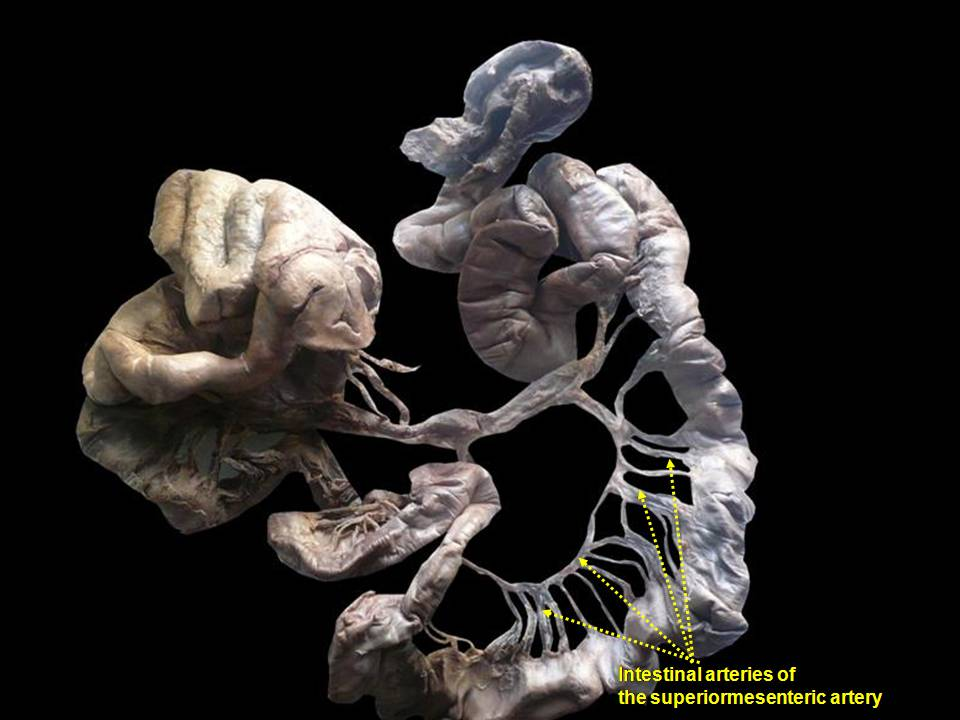
Arterias intestinales de la arteria mesentérica superior. Técnica de plastificación.